# Stigmidium spegazzinii
Stigmidium spegazzinii är en lavart som beskrevs av Etayo 2008. Stigmidium spegazzinii ingår i släktet Stigmidium och familjen Mycosphaerellaceae.   Inga underarter finns listade i Catalogue of Life.